# Reinhilde Decleir
Pour les articles homonymes, voir Decleir.
Reinhilde Decleir (née à Anvers le 16 mai 1948 et morte dans la même ville le 6 avril 2022) est une actrice et réalisatrice de télévision et de théâtre belge.
Elle est surtout connue du grand public pour ses rôles dans de nombreuses séries télévisées.

## Biographie
Reinhilde Decleir est née le 16 mai 1948. Elle est la plus jeune de cinq enfants, dont les acteurs Jan Decleir (1946) et Dirk Decleir (nl) (1942-1974). Elle a un fils avec l'acteur Paul Wuyts (nl) (1948-2012),.
Elle débute au théâtre avec l'Internationale Nieuwe Scène (nl), une troupe flamande de théâtre, connue pour son regard critique sur la société, et active entre 1973 et 1997.
Reinhilde Decleir travaille comme dramaturge avec, entre autres, la Blauwe Monday Compagnie, le Fakkeltheater (nl) et le Theater Antigone (nl) avec des pièces comme En verlos ons van het kwade (Délivre nous du mal), In de naam van de Vader en de Zoon (Au nom du père et du fils), Ten oorlog (à la guerre) et Nachtlied (Musique de nuit). Elle met en scène Overleie, The Best of Skakespeare, Just of Faust.
Elle est engagée depuis 2007 dans Tutti Fratelli, un collectif anversois qui permet à des personnes fragilisées de faire du théâtre. Avec eux, elle met en scène l’Opéra de quat'sous de Bertold Brecht.
Reinhilde Decleir joue dans de nombreux films et séries télévisées. En 2009, elle tient le rôle principal, Maria Vangenechten, dans la série télévisée Van vlees en bloed (nl),.
Elle enseigne au Studio Herman Teirlinck, jusqu'à sa fermeture.
Souffrant d'un cancer depuis des années, elle demande l'euthanasie et décède le 6 avril 2022,.

## Cinéma et télévision (sélection)
- 1980 : De Witte van Sichem de Robbe De Hert
- 2007 : Blind, film de Tamar van den Dop
- 2011 : Code 37 (1 épisode), série policière
- 2014 :
  - Cordon, série dramatique
  - Aspe (nl), série policière
  - De zonen van Van As (nl), série humoristique
- 2015 : Voor wat hoort wat (nl), série tragi-comique
- 2016 : Chaussée d'Amour (nl), série télévisée
- 2017 : Beau Séjour, série télévisée (Renée Brouwers)
- 2018 : De Infiltrant, mini-série policière
- 2020 : Into the Night, série télévisée de science-fiction post-apocalyptique (La mère de Rik, un épisode)
- 2021 : La Bonne Terre, série tragi-comique (Rozanne)

## Distinctions
- 2010 : Étoiles de la télévision flamande (en) : nomination comme meilleure actrice dans la série télévisée Van Vlees en bloed.
- 2011 : Prix Louis Boon (nl)[2]
- 2014 : Prix de la citoyenneté de la fondation P&V (nl)
- 2015 : Décoration de la Communauté flamande[8],[2]
- 2015 : Prix du Festival de l'égalité (nl)[9]
- 2016 :  Prix Ark de la parole libre (en) pour ses efforts au sein du collectif artistico-social Tutti Fratelli[10]
- 2023 : Commandeure de l’Ordre de la Couronne pour l’ensemble de son œuvre, à titre posthume[2]